# Ushabti

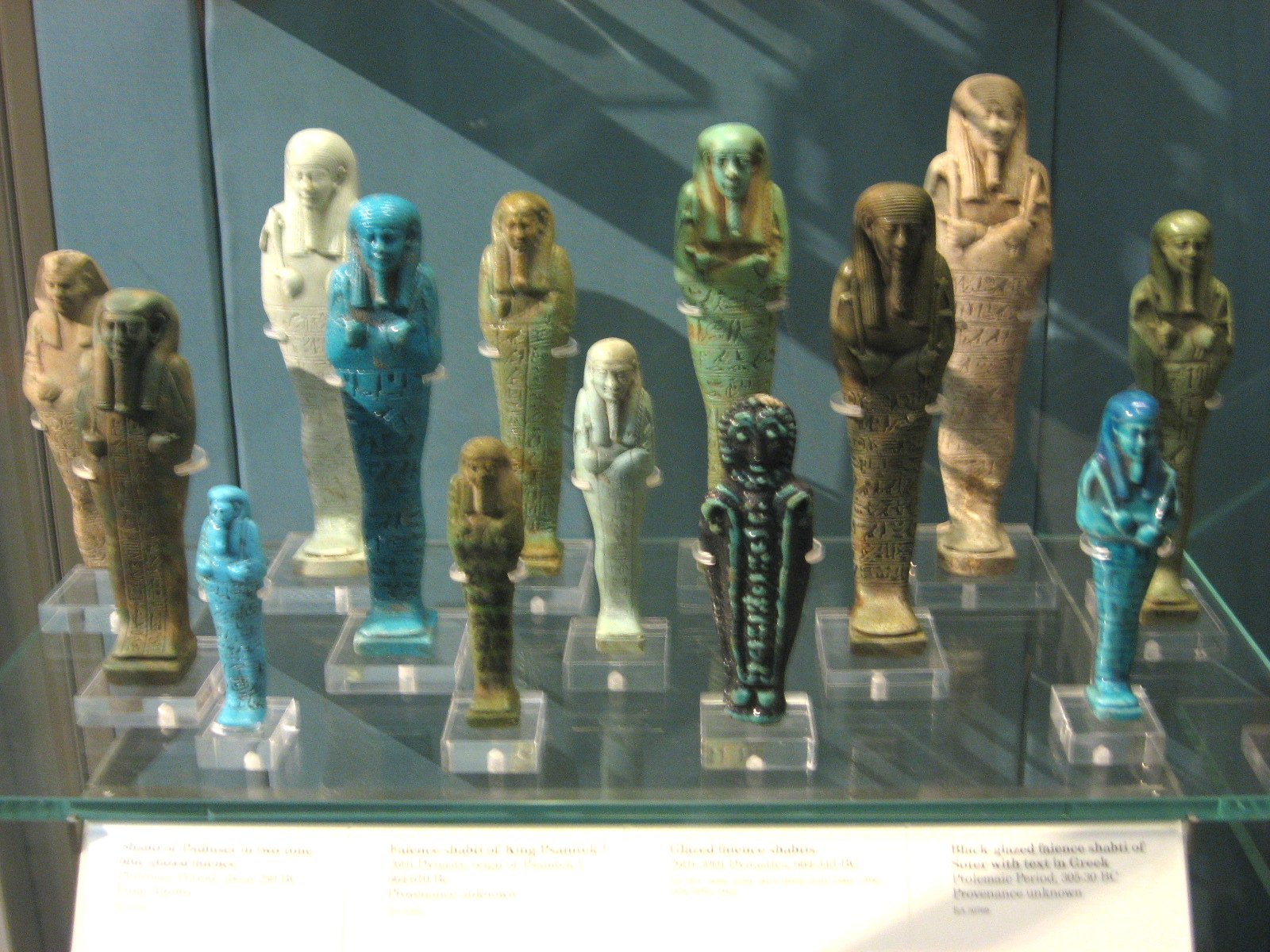
Các tượng shabti tại Bảo tàng Anh

Ushabti (hay shabti hoặc shawabti) là những bức tượng nhỏ được chôn theo người chết trong văn hóa Ai Cập cổ đại. Những bức tượng ushabti này đóng vai trò như một đầy tớ để hầu hạ người quá cố khi họ về thế giới bên kia.

## Mô tả
Ban đầu, các ushabti chỉ là những bức tượng trang trí sơ sài, được quấn vải lanh và đặt trong quan tài. Những bức tượng như thế này được tìm thấy tại các phức hợp trong khu nghĩa trang Saqqara và mộ của Mentuhotep II. Hầu hết những bức tượng ushabti được thiết kế dưới hình dạng một xác ướp.
Những bức tượng ushabti được làm từ nhiều vật liệu khác nhau như đất sét, gỗ, đá, sáp hay đất nung, nhưng thông dụng nhất là sứ Ai Cập, đồng và thủy tinh hiếm khi sử dụng. Chữ tượng hình được khắc đầy trên chân của các ushabti. Việc sử dụng ushabti có nguồn gốc từ thời Cổ vương quốc (khoảng 2686 - 2181 TCN). Ban đầu chúng có kích thước to bằng người thật và được chôn cùng với xác ướp. Sau này, các ushabti mới được làm nhỏ lại nhưng với số lượng rất nhiều, có khi được lấp đầy một căn phòng.
Các bức tượng ushabti là một trong những hiện vật phổ biến trong các bảo tàng trên thế giới. Cùng với scarab (kỷ vật hình con bọ hung), ushabti là những hiện vật còn tồn tại với số lượng rất lớn.

### Thần chú

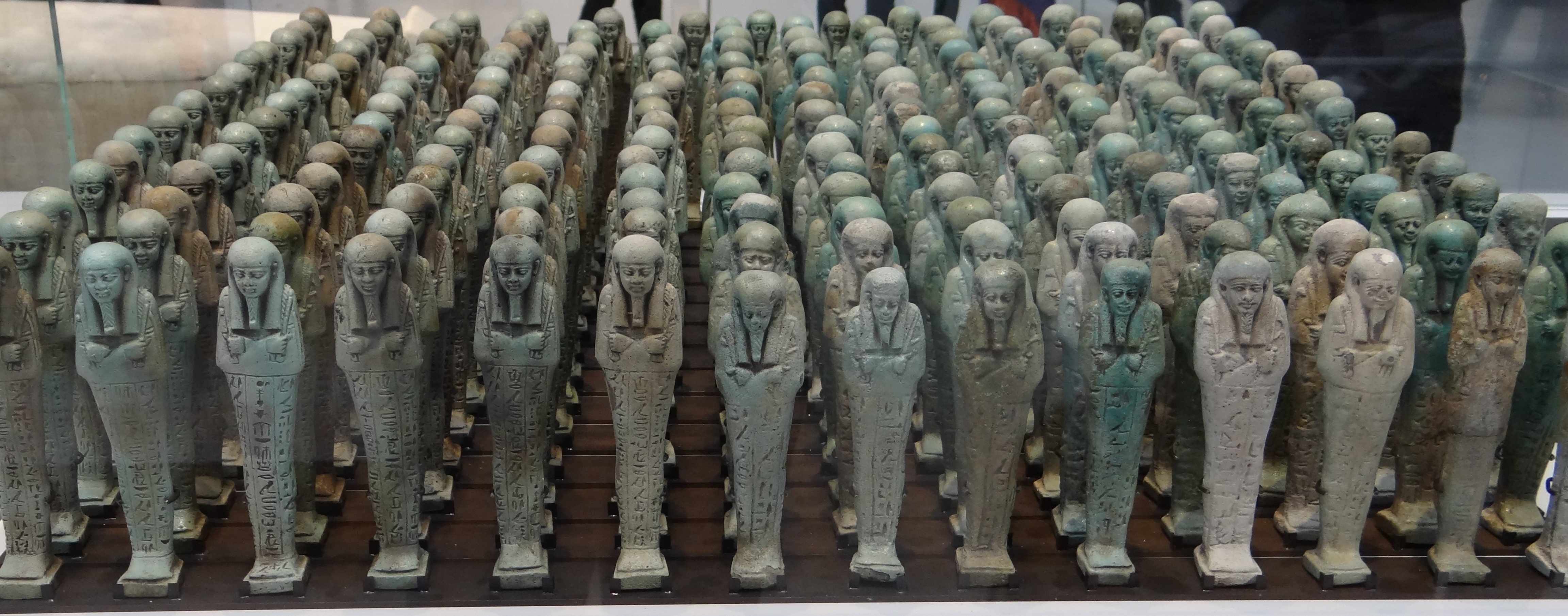
Đội quân shabti của một người tên Neferibreheb

Được gọi là "người trả lời", các ushabti thường mang những câu chữ nói lên sự sẵn sàng của mình trước mệnh lệnh của chủ nhân. Những câu khắc trên ushabti dùng để sai khiến một ushabti thực hiện công việc nào đó được chép từ chương 6 của Cuốn sách người chết, dịch là:
"Soi sáng cho Osiris [tên người chết], những lời nói là sự thật. Hỡi những Shabti ! Nếu Osiris [tên người chết] ra lệnh bất cứ công việc gì dưới Khert-Neter (âm phủ), hãy để mọi thứ được hoàn thành, cho dù đó là cày ruộng, dẫn nước vào các con kênh hay là gánh cát từ đông sang tây. Các Shabti đáp rằng: "Tôi sẽ làm, tôi luôn có mặt khi được chủ nhân gọi"."
Trước đây được viết lên các bức tượng, những câu thần chú được viết trên các nắp quan tài thuộc Vương triều thứ 12 (tại Deir el-Bersha) và được biết đến nhiều nhất là thần chứ số 472.

## Tên gọi

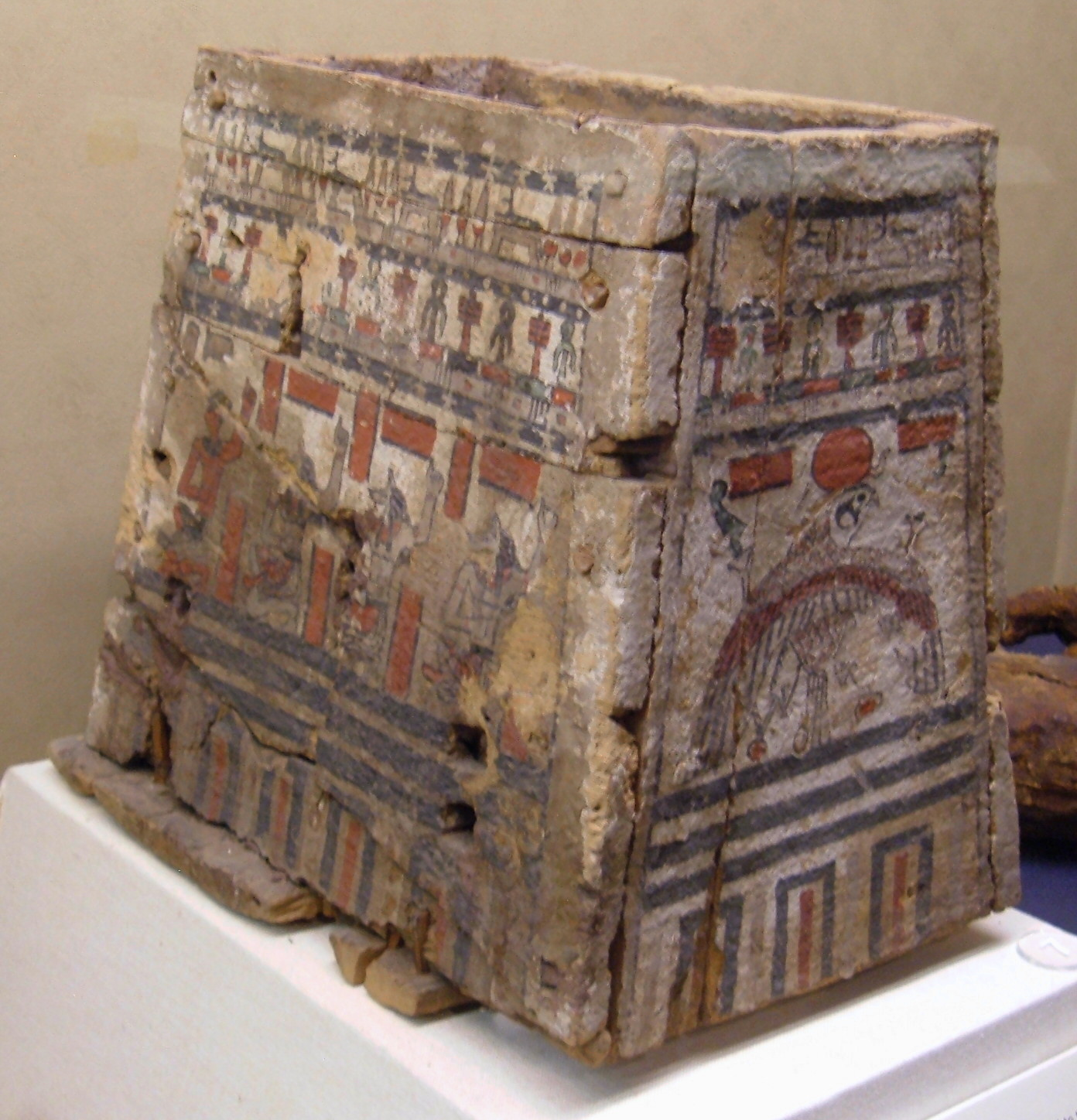
Một hộp đựng các ushabti

Cả ba tên gọi ushabti, shabti và shawabti đều mang những ý nghĩa khác nhau, tuy nhiên chúng lại không được sử dụng chính xác.
Trước đây, tên gọi shabti được dùng để chỉ tất cả những bức tượng đủ mọi kích cỡ được chôn theo người chết. Nhưng sau khi Thời kỳ Chuyển tiếp thứ Nhất chấm dứt, chỉ những bức tượng nhỏ mới được gọi là shabti, còn những bức tượng lớn hơn thì gọi chung là những bức tượng tang lễ. Bắt đầu từ Vương triều thứ 21 trở đi, các bức tượng nhỏ này lại được gọi là ushabti.
Các shabti là những kẻ hầu người hạ cho người đã khuất dưới âm phủ. Mỗi ushabti sẽ được ghi tên chủ sở hữu của chúng cùng với những hàng chữ ghi rõ nhiệm vụ của từng bức tượng. Còn shawabti dùng để chỉ những bức tượng tang lễ của một tầng lớp riêng biệt được an táng tại vùng Thebes, thời kỳ Tân vương quốc.
Người ta cho rằng tên gọi ushabti có nghĩa là "người hầu", nhưng nó khó đồng nhất nghĩa với tên gọi shawabti.

## Lịch sử
Dưới thời trị vì của Thutmose IV, các ushabti thường mang trên vai một cây cuốc và đeo giỏ trên lưng, ngụ ý rằng chúng sẽ là những nô lệ phục vụ cho công việc đồng áng. Triều đại của Akhenaten, người chỉ độc tôn thần mặt trời Aten, các bức tượng của ông đều được viết những mong muốn hóa thân thành mặt trời, thay vì những câu khắc từ Cuốn sách của người chết.
Mộ của Tutankhamun có rất nhiều tượng ushabti với đủ mọi kích cỡ, được trang trí rất công phu. Chúng được làm từ 3 vật liệu chính: vàng - dành cho những bức tượng mang hình dáng của Osiris, còn lại là gỗ và sứ xanh.
Từ Vương triều thứ 21 đến thời kỳ Chuyển tiếp thứ 3, các ushabti được làm bằng sứ màu xanh dương với họa tiết màu đen; qua thời Hậu nguyên, chúng được tô thêm màu lá cây. Hàng trăm các tượng ushabti được tìm thấy trong một ngôi mộ, và số lượng này lên đến hàng ngàn đối với lăng mộ của các pharaon, như vua Taharqa có hơn 1000 ushabti. Một số ngôi mộ còn có các ushabti cầm roi, là người đứng đầu một nhóm ushabti nào đó, tuy nhiên điều này khá hiếm.

## Hình ảnh
- Ushabti của Ramesses IV
- Ushabti của Taharqa
- Ushabti của Tutankhamun
- Ushabti của một tư tế
- Ushabti của Nesitanebetashru, con gái của Pinedjem II